# Peine de mort pour infractions non violentes
La peine de mort pour des infractions non violentes est autorisée par la loi dans plusieurs États.

## Adultère
Les pays suivants imposent la peine de mort pour adultère : Afghanistan, Arabie saoudite, Brunei, Émirats arabes unis, Iran, Maldives, Mauritanie, Nigeria, Pakistan, Somalie, Yémen.

## Apostasie et blasphème
L'apostasie signifie renoncer/abandonner/quitter sa religion pour une autre religion (appelée conversion) ou irréligion (appelée déconversion ou désaffiliation, y compris à des positions telles que l'athéisme, l'agnosticisme et la libre-pensée). Au XXIe siècle, cela est considéré comme un crime uniquement pour les musulmans, dans un nombre limité de pays et territoires (25 en 2014 selon le Pew Research Center, tous situés en Afrique ou en Asie), une dizaine de qui sont passibles de la peine de mort, tandis que les autres juridictions peuvent infliger des peines moins sévères telles que l'emprisonnement, une amende ou la perte de certains droits civils (en Jordanie tous les droits civils), notamment le mariage et la garde des enfants. La conversion d'un musulman à une autre religion ou l'irréligion est parfois aussi criminalisée comme étant un « complice d'apostasie ». L'apostasie n'est pas connue pour être un crime (et encore moins un crime capital) pour les adeptes d'une autre religion dans aucun pays au 21e siècle. L'article 18 de la Déclaration universelle des droits de l'homme (1948) inclut la « liberté de changer [sa] religion ou ses convictions », par conséquent toute obstruction à l'apostasie est considérée comme une violation des droits de l'homme en droit international.
Le blasphème signifie l'insulte, la diffamation ou la profanation/le sacrilège de quelque chose qui ou de quelqu'un qui est considéré comme saint dans une ou plusieurs religions. Contrairement à l'apostasie, le statut religieux de la personne soupçonnée / accusée de blasphème est généralement considéré comme sans importance ; par exemple, un musulman peut être accusé d'avoir « blasphémé » une chose ou une personne jugée sainte par certains chrétiens (ou une organisation ou une autorité chrétienne), et vice versa, même si cette chose ou cette personne n'est pas « sainte » pour le suspect. Au XXIe siècle, le blasphème est beaucoup plus largement criminalisé que l'apostasie, dans les juridictions du monde entier, et est influencé par plusieurs religions, notamment le christianisme, l'islam, l'hindouisme et le judaïsme. À partir de juillet 2020, le blasphème pourrait être puni de la peine de mort dans huit pays, tous à majorité musulmane.
Dans certaines juridictions influencées par la charia (loi islamique), l'apostasie et le blasphème sont des infractions étroitement liées. « L'apostasie », ou « expression publique de l'apostasie », est parfois considérée comme une forme/« preuve » de « blasphème » et est ensuite poursuivie en tant que telle, même si « l'apostasie » elle-même ne peut pas être un crime (exemple : Pakistan). De même, le « blasphème » est parfois considéré comme une forme/« preuve » d'« apostasie » et est ensuite poursuivi en tant que tel, même si le « blasphème » lui-même ne peut pas être un crime (capital) (exemple : Qatar). De plus, l'apostasie et le blasphème ont tendance à être étroitement liés juridiquement à l'athéisme. Formellement, être athée (ou autre personne non religieuse) n'est en soi un délit dans aucun pays, mais en pratique, il est difficile d'être athée sans pouvoir devenir athée (ce qui est légalement impossible pour les musulmans dans de nombreux pays, dont certains imposent la peine capitale) ou tout en ayant besoin de garder le secret pour tout le monde que l'on est athée. Par conséquent, bien qu'il y ait une différence technique entre devenir athée (une forme d'apostasie), être athée (athée) et exprimer que l'on est athée (ce qui est considéré comme une forme de blasphème par certains), certains commentateurs affirment la situation juridique telle que « être athée est passible de la peine de mort » ou que « l'athéisme est passible de la peine de mort » dans certains pays.

### Apostasie

Peine de mort pour apostasie

Depuis juillet 2020, l'apostasie des musulmans (ridda) est passible de la peine de mort dans les pays suivants : Afghanistan, Arabie saoudite, Brunei, Émirats arabes unis, Iran, Maldives, Mauritanie, Qatar, Somalie (implicitement) et Yémen. Les États malaisiens Kelantan et Terengganu imposent la peine de mort pour apostasie, mais la loi fédérale interdit l'exécution à cette fin et, par conséquent, elle n'est jamais appliquée dans la pratique. De même, au Nigeria, certains États du nord ont adopté la charia, bien que l'exécution pour apostasie violerait la Constitution fédérale, et il n'est donc pas clair si les condamnations à mort sont réellement exécutées.
- Afghanistan : Selon l'article 1 du Code pénal, les crimes de Hudud et de Qisas, y compris l'apostasie, sont infligés conformément à la jurisprudence hanafite de la charia, qui comprend la peine de mort pour les non-croyants et les apostats[10]. Lors de la première période de contrôle du pays par les talibans, entre 1996 et 2001, aucune exécution pour apostasie n'aurait eu lieu[11].
- Algérie : Depuis 2006, le prosélytisme par des non-musulmans est illégal et passible d'une amende pouvant aller jusqu'à 10 000 euros et d'un maximum de cinq ans de prison et les groupes missionnaires non musulmans sont uniquement autorisés à mener des activités humanitaires. La distribution de matériel qui peut « ébranler la foi » d'un musulman ou « saper la foi islamique » est également interdite. L'apostasie n'est pas expressément sanctionnée, mais a des conséquences en partie dans le droit de la famille. Avant les amendements de 2005, le droit de la famille stipulait que s'il était établi que l'un ou l'autre des époux était un « apostat » de l'Islam, le mariage serait déclaré nul et non avenu (article 32). Le terme « apostat » a été supprimé avec les modifications, mais ceux qui sont déterminés comme tels ne peuvent toujours pas recevoir d'héritage (article 138)[12].
- Arabie saoudite : L'Arabie saoudite n'a pas de code pénal, la charia fonctionne comme la loi du pays. L'apostasie est criminalisée et impose la peine de mort. L'accusation criminelle d'« apostasie » est parfois déployée contre des personnes (y compris des écrivains, des militants, des artistes ou des avocats) qui montrent des signes sérieux de repoussement des limites extérieures de la liberté d'expression, ou qui critiquent les autorités religieuses, et dont les opinions (à tort ou à raison) sont qualifiées d'« athées » ou d'« insultes à la religion ». Ces lois sont activement utilisées. Le blasphème (conçu comme « une déviation de l'islam sunnite ») est souvent considéré comme une forme d'apostasie et peut être poursuivi en tant que telle (contrairement à d'autres juridictions, où l'apostasie est parfois considérée comme une forme/preuve de blasphème). Lors d'un incident en 2012, les autorités saoudiennes ont arrêté deux hommes et les ont accusés d'apostasie pour avoir adopté l'interprétation ahmadiyya de l'islam[5],[13].
- Brunei : L'article 112 (1) du Code pénal syariah (charia) de 2013 (pleinement mis en œuvre en 2019) rend un musulman qui se déclare non musulman passible de la peine de mort ou d'une peine d'emprisonnement ne dépassant pas trente ans et de châtiments corporels, selon sur le type de preuve. Si un tribunal de la charia est convaincu que l'accusé s'est repenti, le tribunal doit ordonner un acquittement[5],[14].
- Émirats arabes unis : Tous les citoyens des Émirats arabes unis sont considérés comme musulmans. La conversion à d'autres religions (et par implication, la promotion de l'athéisme) est interdite et la punition légale pour la conversion de l'islam est la mort (articles 1 et 66 du Code pénal), bien qu'il n'y ait pas eu de poursuites ou de sanctions juridiques connues pour apostasie devant les tribunaux[15].
- Iran : L'apostasie n'est pas explicitement définie dans la législation civile ou pénale iranienne, mais selon l'article 167 de la constitution : « Le juge a le devoir de s'efforcer de trouver le jugement relatif à chaque litige dans les lois codifiées, et s'il ne le trouve pas, de rendre le jugement de l'affaire en s'appuyant sur les sources valides islamiques ou les avis (Fatawi) valides (des autorités religieuses) ; il ne peut, sous prétexte du silence, des lacunes, du caractère succinct ou contradictoire des lois codifiées, refuser d'examiner le litige et de rendre le jugement »[16]. Et la charia a été utilisée pour punir les apostats musulmans de la peine de mort[17]. En 1990, le pasteur Hossein Soodmand (fa), converti au christianisme dans sa jeunesse, est pendu dans une prison de Mashhad[18]. Selon Leonard Leo (en), président de la Commission américaine sur la liberté religieuse dans le monde de 2009 à 2012, il s'agit de la dernière exécution pour apostasie en Iran[19]. Cependant, d'après le New York Times, une autre aurait eu lieu en 1998[11]. En 2023, Sadrollah Fazeli Zare est pendu (en) après avoir été jugé pour apostasie et d'autres infractions non violentes, dont le blasphème[20].

Lois étatiques sur l'apostasie en Malaisie. Les infractions pénales comprennent l'apostasie, la tentative d'apostasie et le fait d'être complice de l'apostasie de quelqu'un d'autre (c.-à-d. convertir une autre personne).
Peine de mort (suspendue par la loi fédérale)
Emprisonnement ou détention
Apostasie légalement impossible
Apostasie légalement possible après consultation

- Malaisie : L'apostasie n'est pas un crime fédéral[21]. Les lois d'apostasie islamique diffèrent d'un État à l'autre[22]. Les États malaisiens de Kelantan et Terengganu imposent la peine de mort pour apostasie, mais la loi fédérale interdit l'exécution à cette fin et, par conséquent, elle n'est jamais appliquée dans la pratique. La peine maximale à laquelle tout État peut actuellement condamner un apostat musulman est de 3 ans d'emprisonnement[2].
- Maldives : Alors que de nombreux « crimes » religieux ne sont pas définis individuellement dans le code pénal, une large place est donnée à la poursuite des crimes hudud en vertu de la charia. Le code pénal accorde aux juges le pouvoir discrétionnaire d'imposer des sanctions de la charia, y compris l'apostasie et le blasphème. En juin 2010, Mohammed Nazim, qui s'était déclaré publiquement ancien musulman, a été arrêté par la police et fut conseillé religieusement par le ministère islamique en prison pour se repentir ou être exécuté ; Nazim s'est repenti et a été libéré[23].
- Mauritanie : En 2018, la Mauritanie a promulgué une loi qui rend obligatoire la peine de mort pour apostasie[24].
- Nigeria : La Constitution nigériane protège la liberté de religion et autorise la conversion religieuse. L'article 10 de la Constitution stipule que « Le gouvernement de la fédération d'un État n'adoptera aucune religion comme religion d'État ». Cependant, les articles 275 à 279 de la Constitution donnent aux États constituants le pouvoir de créer leurs propres tribunaux de la charia pour les affaires civiles. Le respect de la charia est obligatoire pour les musulmans dans certains États, mais facultatif dans d'autres et l'application diffère selon les États. Les décisions et les procédures sont parfois difficiles à trouver[25]. Bien que les États du Nigéria aient une certaine autonomie pour adopter leurs propres lois, le premier paragraphe de la Constitution fédérale stipule que toute loi incompatible avec les dispositions de la constitution sera nulle. . Le code pénal de la charia est en contradiction avec la Constitution, mais le gouvernement fédéral n'a pas pris de décision pour restaurer cette violation de l'ordre constitutionnel, laissant les États du nord dominés par les musulmans faire leur chemin et ne protégeant pas les droits constitutionnels des citoyens violés par la charia. On ne sait pas si l'un des 12 États du Nord qui ont adopté une législation de la charia applique la peine de mort, ce qui violerait la Constitution fédérale[9].
- Qatar : La conversion à une autre religion de l'islam est considérée comme de l'apostasie et reste une infraction capitale au Qatar »(article 1.1 de la loi 11 de 2004). Une accusation de blasphème pourrait être considérée comme une preuve d'apostasie (plutôt que l'inverse). Cependant, depuis 1971, aucune sanction pour apostasie n'a été répertorée. À lui seul, le blasphème est passible de la peine maximale d’emprisonnement[6].
- Somalie : La constitution fédérale provisoire de 2012 de la Somalie n'interdit pas explicitement l'apostasie, mais stipule que la charia passe avant la loi fédérale. (Constitution fédérale de 2012, article 2: État et religion. (3) « Aucune loi ne peut être promulguée qui ne soit pas conforme aux principes généraux et aux objectifs de la charia ».) Puisque l'exécution pour apostasie est la punition habituelle dans la charia, il est présumé que l'apostasie en Somalie est passible de la peine de mort. En outre, la constitution fédérale (article 2), la constitution du Somaliland (article 5.1) et la constitution du Puntland (article 6) interdisent toutes la propagation de toute autre religion que l'islam, et ces deux dernières interdisent également explicitement l'apostasie musulmane (constitution du Somaliland Article 33: Liberté de croyance 1. « Toute personne a droit à la liberté de croyance et ne doit pas être contrainte d'adopter une autre croyance. La charia islamique n'accepte pas qu'une personne musulmane puisse renoncer à ses croyances ». ; Constitution du Puntland Article 24: Liberté de foi. 1. « Nul ne peut être contraint à une foi différente de ce qu'il croit. 2. Le musulman n'a pas le droit de se convertir à la foi islamique ».), bien que la sanction ne soit pas claire[26].
- Yémen : L'acte d'apostasie est passible de la peine de mort. Selon la loi yéménite, « dénoncer l'islam » ou toute condamnation pour blasphème peut constituer une preuve d'« apostasie ». Alors que le taux d'exécution au Yémen est très élevé, le gouvernement n'applique pas la peine de mort pour apostasie dans la pratique : la loi donne aux personnes accusées d'apostasie trois occasions de se repentir, ce qui les exonère de la peine de mort. On ne sait pas si un moratoire est en place ou si un « apostat » qui refuse de se repentir s'expose à la peine de mort. Le droit de la famille interdit le mariage entre un musulman et un apostat ; par la loi, les apostats n'ont pas de droits parentaux ou de garde d'enfants[27].

### Blasphème

Peine de mort pour blasphème

À partir de juillet 2020, le blasphème peut être puni de mort en Afghanistan, en Arabie saoudite, à Brunei, en Iran, en Mauritanie, au Nigeria (certains États du nord), au Pakistan et en Somalie (zones contrôlées par les al-Shabaab).
- Afghanistan : la loi sur le blasphème en Afghanistan est définie par le Code pénal de 1976, qui traite des « crimes contre les religions », mais laisse la question du blasphème à la charia. La charia permet aux autorités de traiter le blasphème comme un crime capital. Les autorités peuvent punir le blasphème par la mort si le blasphème est commis par un homme sain d'esprit de plus de 18 ans ou par une femme saine d'esprit de plus de 16 ans. Toute personne accusée de blasphème a trois jours pour se rétracter. Si un accusé ne se rétracte pas, la mort par pendaison peut suivre[28].
- Arabie saoudite : Le blasphème est conçu comme « une déviation de l'islam sunnite » et donc considéré comme une forme d'apostasie, et peut être poursuivi en tant que tel (contrairement à d'autres juridictions, où l'apostasie est parfois considérée comme une forme/preuve de blasphème). Parce que l'apostasie est passible de la peine de mort, les blasphémateurs sont exécutés, généralement par décapitation ou crucifixion. Il n'est pas clair si le blasphème lui-même serait punissable séparément s'il n'y avait pas d'interdiction de l'apostasie[13],[29].
- Brunei : la peine capitale au Brunei a été introduite pour blasphème en avril 2019, mais sous une forte pression internationale, le sultan de Brunei a annoncé un moratoire sur la peine de mort tout en défendant la législation dans son ensemble. Diverses infractions du nouveau code pénal fondé sur la charia qui pourraient être qualifiées de blasphème comprennent la « propagation d'une religion autre que la religion de l'islam » (article 209), l'impression, la diffusion, l'importation, la diffusion et la distribution de publications jugées contraires à la charia (Articles 213, 214 et 215), les non-musulmans utilisant Allah comme nom de leur dieu (par exemple, les chrétiens de Bruneian), outrage, etc. de l'autorité religieuse (article 230), « Incitation à négliger le devoir religieux » (Article 235), parmi d'autres crimes Hudud[14].
- Iran : La République islamique d'Iran a un code pénal fortement influencé par la charia. Parmi les délits religieux qui peuvent être punis par l'exécution, il y a l'insulte à Mahomet et moharebeh, généralement traduit par « inimitié contre Dieu ». Le régime exécute périodiquement des dizaines de prisonniers, généralement par pendaison, au mérite d'infractions religieuses. Dans la pratique, de nombreuses exécutions ne semblent pas tant viser des non-croyants ou des dissidents religieux, mais punir les manifestations politiques contre le gouvernement théocratique, qui soutient que toute opposition à son autorité divinement accordée est une opposition à Allah lui-même, et donc blasphématoire. Cependant, une clause juridique prévoit que si un suspect déclare que l'insulte était une erreur ou a été commise avec colère, la peine peut être convertie en 74 coups de fouet au lieu de pendaison[17].
- Mauritanie : en 2018, la Mauritanie a relevé sa peine pour blasphème d'emprisonnement à la condamation à mort et l'a rendue obligatoire ; les condamnés n'avaient plus la possibilité de se repentir dans les trois jours pour être libérés[24].
- Nigeria : la loi sur le blasphème au Nigeria permet à un suspect d'être condamné pour blasphème via le système coutumier et le système de la charia[25]. Bien que cette interdiction du blasphème dans le Code pénal et dans la charia soit potentiellement inconstitutionnelle, puisque l'article 38 de la Constitution fédérale donne à chaque Nigérian la liberté de pensée, de conscience et de religion, et l'article 39 donne à chaque Nigérian le droit à la liberté d'expression[30], des condamnations à mort pour blasphème sont fréquemment exécutées dans certains des 12 États du nord qui ont mis en œuvre la charia, comme l'État de Kano en 2015 et 2016. De plus, cinq militants musulmans qui auraient piraté à mort une chrétienne pour avoir « blasphémé le prophète Mahomet » le 2 juin 2016, tous ont été acquittés du meurtre par le tribunal de la charia de l'État de Kano[25].
- Pakistan : Le blasphème au Pakistan est incriminé par les articles 295 à 298 du Code pénal. Seul le blasphème en vertu de l'article 295-C peut être puni de la peine de mort. Il déclare : « Utilisation de remarques désobligeantes, etc., à l'égard du Saint Prophète : Quiconque par des mots, parlés ou écrits, ou par représentation visible ou par toute imputation, insinuation ou insinuation, directement ou indirectement, souille le nom sacré du Saint Prophète Muhammad (que la paix soit sur lui) sera puni de la mort ou de l'emprisonnement à vie, et sera également passible d'une amende. »[31] « L'apostasie » est parfois considérée comme une « preuve de blasphème » et est alors poursuivi en tant que tel, même si « l'apostasie » elle-même n'est pas un crime au Pakistan[5].
- Somalie : En raison de la guerre civile somalienne en cours, le groupe militant Al-Shabaab est en mesure d'imposer la peine de mort pour blasphème dans les zones qu'il contrôle. En revanche, le code pénal de 1963, qui s'applique dans le reste du pays, punit tout au plus le « blasphème » et la « diffamation de l'islam » jusqu'à deux ans de prison. La constitution fédérale provisoire de 2012 de la Somalie et les constitutions régionales du Puntland et du Somaliland, bien qu'elles reconnaissent la liberté d'expression, interdisent toutes la promotion/propagation d'une religion autre que l'islam, bien que la punition que le gouvernement internationalement reconnu et les gouvernements régionaux appliqueraient pour elle est pas clair[26],[32].

## Corruption
Les pays suivants imposent la peine de mort pour corruption : Chine, Cuba (corruption de mineurs), Indonésie (certains actes de corruption qui endommagent les finances nationales et/ou l'économie), Iran (« corruption sur terre »), Maroc, Thaïlande (Pot-de-vin), Viêt Nam (Pot-de-vin)

## Espionnage
Les pays suivants imposent la peine de mort pour espionnage : Afghanistan, Algérie, Arabie saoudite, Bahreïn, Bangladesh, Barbade, Botswana, Burkina Faso, Cameroun, Chine, Corée du Nord, Corée du Sud, Cuba, Égypte, Émirats arabes unis, Érythrée, États-Unis, Éthiopie, Guatemala, Guinée équatoriale, Inde, Indonésie, Irak, Iran, Jordanie, Koweït, Laos, Liban, Liberia, Libye, Mali, Maroc, Mauritanie, Niger, Oman, Pakistan, Palestine, Pérou, Qatar, République démocratique du Congo, Somalie, Soudan, Syrie, Thaïlande, Tunisie, Viêt Nam, Yémen.

## Fraude
La Chine et le Viêt Nam imposent la peine de mort pour fraude.

## Homosexualité et sodomie
Les pays suivants imposent la peine de mort pour homosexualité et sodomie : Afghanistan, Arabie saoudite, Brunei, Émirats arabes unis, Iran, Mauritanie, Nigeria, Pakistan, Qatar, Yémen.
En juillet 2020, la loi sur la sodomie du Soudan, qui punissait auparavant les homosexuels de 100 coups de fouet pour la première infraction, cinq ans de prison pour la deuxième et la peine de mort pour la troisième fois, a été abolie, avec une nouvelle législation réduisant la sentence à des peines de prison allant de cinq ans à la prison à vie.

## Parjure
Les pays suivants imposent la peine de mort pour parjure lorsqu'elle cause l'exécution d'une personne innocente : Afghanistan, Algérie, Bahreïn, Bangladesh, Birmanie, Brunei, Égypte, Émirats arabes unis, certains États des États-Unis (tels que la Californie, le Nebraska et le Colorado), Inde, Iran (seulement en cas de récidive concernant des crimes sexuels), Koweït, Malaisie, Maroc, Mauritanie, Niger, Nigeria, Oman, Pakistan, Qatar, Singapour, Soudan, Soudan du Sud, Sri Lanka, Yémen.
La plupart des États américains, ainsi que la plupart des pays du monde qui maintiennent la peine de mort, considéreraient normalement le parjure causant l'exécution d'une personne innocente comme un meurtre et le puniraient de la même manière, souvent par la mort ou la perpétuité sans libération conditionnelle. Dans le Nebraska et le Colorado, le parjure causant l'exécution d'une personne innocente est considéré par la loi comme un acte de meurtre au premier degré, passible de mort ou d'emprisonnement à perpétuité sans libération conditionnelle, alors qu'en Californie, le parjure causant l'exécution d'une personne innocente est une infraction distincte, et est séparé de toutes ses lois sur le meurtre et est également passible de la peine de mort ou de l'emprisonnement à perpétuité sans libération conditionnelle, tandis que le meurtre au premier degré est puni de mort, de la perpétuité sans libération conditionnelle ou de peines allant de 25 ans de prison à la prison à vie. Certains pays, comme le Maroc et la Mauritanie, punissent le parjure par la mort lorsqu'une personne innocente a été condamnée à mort pour quelque raison que ce soit. Même si une telle exécution n'a pas lieu, le parjure entraînant la condamnation à mort d'une personne est en soi une infraction passible de la peine de mort dans ces pays.

## Prostitution
Les pays suivants imposent la peine de mort pour prostitution : Bangladesh (prostitution forcée), Chine (prostitution forcée), Corée du Nord, Cuba (prostitution d'enfants), Iran,, Soudan, Yémen

## Sorcellerie
L'Arabie saoudite, et l'Iran imposent la peine de mort pour maleficium et sorcellerie.

## Trafic de stupéfiants

Peine de mort pour infractions liées à la drogue
Seulement sous certaines conditions

Les pays suivants imposent la peine de mort pour trafic de stupéfiants : Arabie saoudite, Bahreïn, Bangladesh, Birmanie, Brunei, Chine, Corée du Nord, Corée du Sud, Cuba, Égypte, Émirats arabes unis, États-Unis (seulement sous certaines conditions), Inde (optionnel pour une seconde condamnation pour trafic de stupéfiants avec des quantités spécifiées), Indonésie, Irak, Iran, Jordanie, Koweït, Laos, Libye, Malaisie, Oman, Pakistan, Qatar, République démocratique du Congo (seulement en temps de guerre), Singapour, Soudan, Soudan du Sud (en cas de circonstances aggravantes), Sri Lanka, Syrie, Taïwan, Thaïlande, Viêt Nam, Yémen.

## Trahison
Les pays suivants imposent la peine de mort pour trahison : Afghanistan, Algérie, Antigua-et-Barbuda, Arabie saoudite, Bahamas, Bahreïn (collaboration avec un pays étranger hostile), Bangladesh, Barbade, Belize, Biélorussie, Birmanie (haute trahison), Botswana, Brunei, Burkina Faso, Cameroun, Chine, Corée du Nord, Corée du Sud (conspiration avec des pays étrangers), Cuba, Dominique, Égypte, Émirats arabes unis, Érythrée, Eswatini, États-Unis (État fédéral et certains États fédérés tels que l'Arkansas, la Californie, la Géorgie, la Louisiane, le Mississippi, le Missouri, et le Vermont ; le Vermont garde la peine de mort pour trahison mais l'a aboli pour meurtre), Éthiopie, Gambie, Ghana, Grenade, Guatemala, Guinée équatoriale, Guyana, Inde, Indonésie (haute trahison), Irak, Iran, Israël (haute trahison), Japon, Jordanie, Kenya, Koweït, Laos, Lesotho, Liban, Liberia, Libye (haute trahison), Malaisie, Maldives, Mali, Maroc, Mauritanie, Niger, Nigeria, Oman, Ouganda, Pakistan, Palestine, Pérou, Qatar, République démocratique du Congo, Saint-Christophe-et-Niévès, Sainte-Lucie, Saint-Vincent-et-les-Grenadines, Singapour, Somalie, Soudan, Soudan du Sud, Sri Lanka, Syrie, Taïwan, Tanzanie, Thaïlande (haute trahison), Tonga, Trinité-et-Tobago, Tunisie, Viêt Nam, Yémen, Zambie (haute trahison), Zimbabwe (haute trahison).

## Vol
Les pays suivants imposent la peine de mort pour vol : Afghanistan, Algérie (vol aggravé), Arabie saoudite (vol avec récidive), Cameroun (vol aggravé), Chine, Corée du Nord (grand vol), Irak, Iran (vol avec récidive).